# 1960–1961-es norvég labdarúgó-bajnokság (első osztály)
Az 1960–1961-es Hovedserien volt a 17. alkalommal megrendezett, legmagasabb szintű labdarúgó-bajnokság Norvégiában.
A címvédő a Fredrikstad volt. A szezont újra a Fredrikstad csapata nyerte, a bajnokság történetében kilencedjére.

## Tabellák

### A csoport
| Hely. | Csapat           | M  | Gy | D | V | G+ | G– | Gk  | P  | Továbbjutás vagy kiesés    |
| ----- | ---------------- | -- | -- | - | - | -- | -- | --- | -- | -------------------------- |
| 1.    | Fredrikstad (B)  | 14 | 10 | 2 | 2 | 43 | 21 | +22 | 22 | Továbbjutott a döntőbe     |
| 2.    | Vålerengen       | 14 | 6  | 2 | 6 | 24 | 17 | +7  | 14 |                            |
| 3.    | Viking           | 14 | 5  | 4 | 5 | 24 | 24 | 0   | 14 |                            |
| 4.    | Larvik Turn      | 14 | 4  | 6 | 4 | 24 | 30 | −6  | 14 |                            |
| 5.    | Odd              | 14 | 4  | 5 | 5 | 26 | 29 | −3  | 13 |                            |
| 6.    | Lisleby (F)      | 14 | 5  | 3 | 6 | 20 | 26 | −6  | 13 |                            |
| 7.    | Strømmen (K)     | 14 | 3  | 5 | 6 | 16 | 22 | −6  | 11 | Kiesett a Lansdelsserienbe |
| 8.    | Stavanger (F, K) | 14 | 3  | 5 | 6 | 15 | 23 | −8  | 11 | Kiesett a Lansdelsserienbe |

### B csoport
| Hely. | Csapat         | M  | Gy | D | V | G+ | G– | Gk  | P  | Továbbjutás vagy kiesés    |
| ----- | -------------- | -- | -- | - | - | -- | -- | --- | -- | -------------------------- |
| 1.    | Eik            | 14 | 8  | 2 | 4 | 35 | 21 | +14 | 18 | Továbbjutott a döntőbe     |
| 2.    | Lyn (F)        | 14 | 7  | 3 | 4 | 41 | 27 | +14 | 17 |                            |
| 3.    | Rosenborg (F)  | 14 | 6  | 4 | 4 | 28 | 28 | 0   | 16 |                            |
| 4.    | Greåker        | 14 | 8  | 0 | 6 | 22 | 26 | −4  | 16 |                            |
| 5.    | Sandefjord     | 14 | 6  | 2 | 6 | 34 | 32 | +2  | 14 |                            |
| 6.    | Skeid          | 14 | 3  | 6 | 5 | 21 | 20 | +1  | 12 |                            |
| 7.    | Lillestrøm (K) | 14 | 4  | 3 | 7 | 29 | 33 | −4  | 11 | Kiesett a Lansdelsserienbe |
| 8.    | Rapid (K)      | 14 | 3  | 2 | 9 | 19 | 42 | −23 | 8  | Kiesett a Lansdelsserienbe |

## Meccstáblázatok

### A csoport
| Hazai \ Vendég | FFK | LAR | LIS | ODD | STA | STR | VIF | VIK |
| -------------- | --- | --- | --- | --- | --- | --- | --- | --- |
| Fredrikstad    | —   | 1–2 | 5–2 | 4–1 | 5–1 | 3–0 | 2–1 | 4–1 |
| Larvik Turn    | 2–2 | —   | 0–2 | 2–1 | 0–0 | 1–1 | 1–2 | 4–2 |
| Lisleby        | 1–4 | 1–3 | —   | 2–2 | 1–2 | 1–1 | 1–0 | 1–0 |
| Odd            | 3–4 | 5–3 | 1–1 | —   | 1–1 | 2–0 | 0–0 | 2–2 |
| Stavanger      | 0–0 | 2–2 | 2–1 | 2–4 | —   | 0–2 | 1–2 | 0–1 |
| Strømmen       | 0–1 | 2–2 | 2–3 | 5–2 | 1–1 | —   | 0–1 | 0–4 |
| Vålerengen     | 4–2 | 8–1 | 1–2 | 1–2 | 0–3 | 0–1 | —   | 3–0 |
| Viking         | 3–6 | 1–1 | 3–1 | 2–0 | 3–0 | 1–1 | 1–1 | —   |

### B csoport
| Hazai \ Vendég | EIK | GRE | LIL | LYN | RAP | RBK | SBK | SKD |
| -------------- | --- | --- | --- | --- | --- | --- | --- | --- |
| Eik            | —   | 0–1 | 4–1 | 5–2 | 8–1 | 0–2 | 2–1 | 2–2 |
| Greåker        | 1–0 | —   | 4–2 | 1–3 | 2–1 | 3–2 | 0–3 | 2–0 |
| Lillestrøm     | 1–2 | 3–0 | —   | 0–3 | 5–1 | 2–2 | 4–0 | 0–3 |
| Lyn            | 1–3 | 4–0 | 3–3 | —   | 8–2 | 1–2 | 4–1 | 2–2 |
| Rapid          | 2–3 | 2–1 | 2–1 | 2–3 | —   | 0–1 | 2–1 | 1–3 |
| Rosenborg      | 4–3 | 1–2 | 3–0 | 1–5 | 2–2 | —   | 4–4 | 1–0 |
| Sandefjord     | 1–2 | 4–3 | 5–5 | 3–0 | 3–0 | 5–2 | —   | 0–4 |
| Skeid          | 1–1 | 1–2 | 1–2 | 2–2 | 1–1 | 1–1 | 0–3 | —   |

## Döntő
- Fredrikstad 2–0 Eik

## Bronzmérkőzés
- Vålerengen 6–4 Lyn